# Eucytherura delineata
Eucytherura delineata is een mosselkreeftjessoort uit de familie van de Cytheruridae. De wetenschappelijke naam van de soort is voor het eerst geldig gepubliceerd in 1996 door Whatley & Eynon.